# Charles-André Dupin
Pour les articles homonymes, voir Dupin.
Charles-André Dupin est né le 20 juin 1758 à Clamecy dans le Nivernais et y est décédé le 21 novembre 1843. Il est magistrat provincial sous l'Ancien Régime et fait une carrière politique de député à partir de la Révolution française. Il est élu comme représentant du département de la Nièvre à la Législative sous la monarchie constitutionnelle, au Conseil des Anciens sous le Directoire, puis au Corps législatif sous le Consulat. Attaché à sa ville natale, il finit sa carrière comme magistrat et administrateur local à Clamecy.
Il appartient à la famille des Dupin originaires de Varzy et Donzy dans le Nivernais. Il est le père de André, Charles et Philippe Dupin, trois figures de la vie politique française au XIXe siècle. Il est plus lointainement apparenté à Claude-François-Étienne Dupin, administrateur et homme politique français sous le Consulat et l'Empire.

## Biographie

### Les débuts dans les offices de magistrature d'Ancien Régime
Charles-André Dupin est né Clamecy le 20 juin 1758, d'André Dupin (Clamecy, 19 mars 1725 - 14 avril 1793), docteur en médecine, et de Jeanne Berryat (1727 - 1806), épousée 24 juillet 1754 et fille du notaire royal de Clamecy. Par sa mère, il est neveu de Jean Berryat, médecin à Auxerre, intendant des eaux minérales de France et médecin ordinaire du roi Louis XV. Son père est un médecin apprécié qui est installé le 28 mai 1769, en qualité de maire en titre, pour trois années, de la ville de Clamecy, ayant nommé par un brevet du roi délivré à Marly le 10 mai 1769, sur une liste de trois candidats présentés par le Bureau de la ville.
Charles-André Dupin fait de ses études au collège Sainte-Barbe, à Paris et obtient ses degrés universitaires en droit. En novembre 1779, il est pourvu, avec dispense d'âge, d'une charge de procureur du roi au grenier à sel de Clamecy. Le 29 janvier 1782, à Varzy, il épouse sa cousine au septième degré civil, Catherine Agnès Dupin (1763-1827), issue d'une lignée de bailli de Varzy, seigneur du fief de Cœurs. Le couple a trois fils, qui font de remarquables carrières au XIXe siècle : 
- André Dupin, avocat et personnalité politique de premier plan sous la monarchie de Juillet ;
- Charles Dupin, mathématicien, ingénieur et homme politique ;
- Philippe Dupin, avocat.

Le 4 septembre 1783, il prête serment d'avocat au Parlement. Le 15 juillet 1785, le duc de Nivernais nomme Charles-André Dupin, conseiller, lieutenant particulier au bailliage ducal de Clamecy. Deux ans après, sur décision royale, il exerce en outre cumulativement les fonctions de procureur-syndic pour l'élection de Clamecy dans la généralité d'Orléans à laquelle est rattachée cette partie du Nivernais. Il entame donc une carrière dans les offices provinciaux de magistrat d'Ancien Régime, comme son oncle Charles Dupin de Charmoy, membre de l'administration de l'enregistrement et des domaines et avocat à Toulouse, qui parvient au poste de secrétaire en chef de l'intendant du Languedoc, le vicomte de Saint-Priest.

### La carrière politique nationale (1791 - 1804)
La France devient une monarchie constitutionnelle en application de la constitution du 3 septembre 1791. Charles-André Dupin est élu député du département de la Nièvre, le sixième sur sept, à l'Assemblée nationale législative. 
Il siège sur les bancs de la droite de l'Assemblée. En févriers 1792, il vote en faveur de la mise en accusation de Bertrand de Molleville, le ministre de la Marine. En août, il vote contre la mise en accusation du marquis de La Fayette.  
Ses attaches avec l’Ancien Régime et son "modérantisme" le rendent suspect en 1793, ce qui lui vaut d’être emprisonné à la prison de Nevers, puis à Clamecy, au château de Pressures transformé en maison d'arrêt. En janvier 1794, le représentant du peuple Jean-Alban Lefiot, arrivé à Clamecy, convoque toute la population de la ville dans le Temple de la Raison, nouvelle appellation de l’église Saint Martin. Il décide du sort des 38 prisonniers détenus à Pressure en les nommant tour à tour à haute voix, pour que le peuple se prononce par « acclamations approbatives ou hostiles ». Vingt et un des prisonniers sont déclarés « bons citoyens » et libérés le lendemain. Parmi eux, se trouve Charles-André Dupin. 
Le 23 germinal an VII (12 avril 1799), la Nièvre le nomme député au Conseil des Anciens par 95 voix sur 115. Il entre au Corps législatif, le 4 nivôse an VIII (25 décembre 1799), en vertu d’une décision du Sénat conservateur. Il y siège jusqu’en 1804.
Durant cette période de vie politique nationale, il divorce le 15 février 1797, de son épouse Catherine Agnès Dupin. À cette époque, les écoles de droit ayant été fermées, il assure également lui-même la formation initiale en droit de son fils aîné André, qui a pu ainsi être le premier à soutenir sa thèse pour le doctorat, lors de la réouverture de l'« École de droit de Paris » en 1802,.

### Un administrateur local
Le 3 fructidor an IV (20 août 1796), il reprend des fonctions judiciaires comme juge au Tribunal de Clamecy et le 30 fructidor an IV (16 septembre 1796), il en devient le commissaire du gouvernement. Il est ensuite commissaire central près l'administration de la Nièvre, du 18 germinal an VI au 16 germinal an VII (du 7 avril 1798 au 5 avril 1799). 

Après avoir été chef de division à l'inspection générale de la gendarmerie durant deux années, il est nommé procureur impérial près le tribunal de première instance de Clamecy le 31 janvier 1806 et remplit cette fonction jusqu'au 22 août 1815. Il devient alors sous-préfet de Clamecy, jusqu'en août 1830. Un de ses successeurs sous le Second Empire, Albert Marlière, lui rend l’hommage suivant :
« Comme sous-préfet de Clamecy, Dupin exerça cette fonction avec honneur en administrateur habile et irréprochable. Sa modestie égalait son mérite, et il refusa constamment l’avancement qui lui était offert dans l’Administration, pour se dévouer à ses concitoyens. »
En août 1830, il est nommé conseiller d'État, mais âgé de soixante-douze ans, il donne sa démission pour rester à Clamecy. Treize ans après, il y meurt le 21 novembre 1843 et y est inhumé.

## Décorations
- Chevalier de la Légion d'honneur, par ordonnance royale du 23 juin 1820.
- Officier de la Légion d’honneur, par ordonnance royale du 8 juin 1825.

## Sources
- « Charles-André Dupin », dans Adolphe Robert et Gaston Cougny, Dictionnaire des parlementaires français, Edgar Bourloton, 1889-1891 [détail de l’édition]
- « Charles-André Dupin », dans Gueneau, Victor [Augustin], Dictionnaire biographique des personnes nées en Nivernais ou revendiquées par le Nivernais, Nevers, Mazeron frères, 1899.